# USS Freedom
La USS Freedom è una nave Classe Freedom, costruite da Marinette Marine.
Progettata per una varietà di missioni in acque poco profonde, sminamento e aiuti umanitari, in grado di affrontare sottomarini e piccole navi. La nave è un monoscafo semiplanante capace di oltre 40 nodi (74 km/h; 46 mph).
Commissionato a Milwaukee, nel Wisconsin, l'8 novembre 2008, Freedom è stato portato a casa a San Diego e assegnato al Littoral Combat Ship Squadron One.
Il 20 giugno 2020, la Marina degli Stati Uniti ha annunciato che avrebbe messo fuori servizio Freedom nel marzo 2021 e l'avrebbe messa in riserva, insieme a USS Independence, USS Fort Worth e USS Coronado. È stata dismessa il 29 settembre 2021.